# Tis an Ill Wind That Blows No Good
Tis an Ill Wind That Blows No Good è un cortometraggio muto del 1909 diretto e sceneggiato da David W. Griffith. Il film, interpretato da Herbert Prior, Florence Lawrence e Linda Arvidson, venne prodotto dalla American Mutoscope and Biograph Company che lo distribuì nelle sale il 29 aprile 1909.

## Produzione
Il film fu prodotto dall'American Mutoscope and Biograph Company nel 1909.

## Distribuzione
Il film uscì nelle sale cinematografiche statunitensi il 29 aprile 1909, distribuito dall'American Mutoscope and Biograph Company. Copia del film viene conservata negli archivi della Library of Congress (un positivo 35 mm).

### Data di uscita
IMDb
- USA	29 aprile 1909

Alias
- 'Tis an Ill Wind	USA (titolo alternativo)